# جنيفر ك. سويني
جنيفر ك. سويني (بالإنجليزية: Jennifer K. Sweeney)‏ هي كاتِبة وشاعرة أمريكية، ولدت في 1973 في كونيتيكت في الولايات المتحدة.